# Quintus Iunius Blaesus (consul en 26)
Quintus Iunius Blaesus est un sénateur et un homme politique de l'Empire Romain.

## Biographie
Il est le fils de Quintus Iunius Blaesus, consul suffect en 10, et de son épouse au nom inconnu. En 26, il est consul suffect avec pour collègue Caius Vellaeus Tutor.
En 36, il est acculer au suicide avec son frère sur ordre de Tibère lors des purges au sénat.

## Famille
Son petit-fils, Iunius Blaesus, est gouverneur de Lyonnaise pendant l'année des quatre empereurs.